# Horatosphaga vicina
Horatosphaga vicina är en insektsart som först beskrevs av Lucien Chopard 1954.  Horatosphaga vicina ingår i släktet Horatosphaga och familjen vårtbitare. Inga underarter finns listade i Catalogue of Life.